# Fjädervikt i fristil i brottning vid olympiska sommarspelen 1972
Herrarnas brottningsturnering i fristil i viktklassen fjädervikt vid olympiska sommarspelen 1972 avgjordes i Fairgrounds, Judo and Wrestling Hall i München. 

## Medaljörer
| Klass      | Guld                               | Silver                | Brons                    |
| Fjädervikt | Zagalav Abdulbekov · Sovjetunionen | Vehbi Akdağ · Turkiet | Ivan Krastev · Bulgarien |

## Resultat
Legend
- TF — Vinst genom fall
- IN — Vinst genom att motståndaren skadas
- DQ — Vinst genom passivitet
- D1 — Vinst genom passivitet, vinnaren är också passiv
- D2 — Båda brottarna förlorade på grund av passivitet
- FF — Vinst genom förverkande
- DNA — Anlände inte
- TPP — Totala straffpoäng
- MPP — Matchstraffpoäng

Straff
- 0 — Vinst genom fall, teknisk överlägsenhet, passivitet, skada och förverkande
- 0.5 — Vinst på poäng, 8-11 poängs skillnad
- 1 — Vinst på poäng, 1-7 poängs skillnad
- 2 — Vinst på passivitet,  vinnaren är också passiv
- 3 — Förlust på poäng, 1-7 poängs skillnad
- 3.5 — Förlust på poäng, 8-11 poängs skillnad
- 4 — Förlust genom fall, teknisk överlägsenhet, passivitet, skada och förverkande

### Elimineringsrunda

#### Omgång 1
| TPP | MPP |                               | Poäng |                               | MPP | TPP |
| --- | --- | ----------------------------- | ----- | ----------------------------- | --- | --- |
| 0   | 0   | Petre Coman (ROU)             | 2:52  | Carlos Hurtado (PER)          | 4   | 4   |
| 3.5 | 3.5 | Kenneth Dawes (GBR)           |       | Patrick Bolger (CAN)          | 0.5 | 0.5 |
| 4   | 4   | László Szabó (HUN)            | 7:00  | Jorma Liimatainen (FIN)       | 0   | 0   |
| 4   | 4   | Eliseo Salugta (PHI)          | 0:24  | Ivan Krastev (BUL)            | 0   | 0   |
| 4   | 4   | Orlando Gonçalves (POR)       | 2:35  | Vehbi Akdağ (TUR)             | 0   | 0   |
| 3   | 3   | Zdzisław Stolarski (POL)      |       | Satpal Singh (IND)            | 1   | 1   |
| 1   | 1   | Théodule Toulotte (FRA)       |       | Vicente Martínez (MEX)        | 3   | 3   |
| 0   | 0   | Joseph Burge (GUA)            | 2:56  | Panagiotis Koutsoupakis (GRE) | 4   | 4   |
| 0.5 | 0.5 | Shamseddin Seyed-Abbasi (IRI) |       | Stanislav Tůma (TCH)          | 3.5 | 3.5 |
| 1   | 1   | José Ramos (CUB)              |       | Gerhard Weisenberger (FRG)    | 3   | 3   |
| 0.5 | 0.5 | Kiyoshi Abe (JPN)             |       | Ahmad Djan (AFG)              | 3.5 | 3.5 |
| 0   | 0   | Gene Davis (USA)              | 7:36  | Zevegiin Oidov (MGL)          | 4   | 4   |
| 3.5 | 3.5 | Jakob Tanner (SUI)            |       | Zagalav Abdulbekov (URS)      | 0.5 | 0.5 |

#### Omgång 2
| TPP | MPP |                               | Poäng |                               | MPP | TPP |
| --- | --- | ----------------------------- | ----- | ----------------------------- | --- | --- |
| 0   | 0   | Petre Coman (ROU)             | 2:09  | Kenneth Dawes (GBR)           | 4   | 7.5 |
| 8   | 4   | Carlos Hurtado (PER)          | 7:34  | Patrick Bolger (CAN)          | 0   | 0.5 |
| 4   | 0   | László Szabó (HUN)            | 1:18  | Eliseo Salugta (PHI)          | 4   | 8   |
| 3   | 3   | Jorma Liimatainen (FIN)       |       | Ivan Krastev (BUL)            | 1   | 1   |
| 8   | 4   | Orlando Gonçalves (POR)       | 5:27  | Zdzisław Stolarski (POL)      | 0   | 3   |
| 0   | 0   | Vehbi Akdağ (TUR)             | 7:26  | Satpal Singh (IND)            | 4   | 5   |
| 4   | 3   | Théodule Toulotte (FRA)       |       | Joseph Burge (GUA)            | 1   | 1   |
| 6   | 3   | Vicente Martínez (MEX)        |       | Panagiotis Koutsoupakis (GRE) | 1   | 5   |
| 1.5 | 1   | Shamseddin Seyed-Abbasi (IRI) |       | José Ramos (CUB)              | 3   | 4   |
| 6.5 | 3   | Stanislav Tůma (TCH)          |       | Gerhard Weisenberger (FRG)    | 1   | 4   |
| 1   | 0.5 | Kiyoshi Abe (JPN)             |       | Gene Davis (USA)              | 3.5 | 3.5 |
| 4.5 | 1   | Ahmad Djan (AFG)              |       | Jakob Tanner (SUI)            | 3   | 6.5 |
| 8   | 4   | Zevegiin Oidov (MGL)          | 2:19  | Zagalav Abdulbekov (URS)      | 0   | 0.5 |

#### Omgång 3
| TPP | MPP |                               | Poäng |                               | MPP | TPP |
| --- | --- | ----------------------------- | ----- | ----------------------------- | --- | --- |
| 0   | 0   | Petre Coman (ROU)             | 8:45  | Patrick Bolger (CAN)          | 4   | 4.5 |
| 7   | 3   | László Szabó (HUN)            |       | Ivan Krastev (BUL)            | 1   | 2   |
| 6   | 3   | Jorma Liimatainen (FIN)       |       | Vehbi Akdağ (TUR)             | 1   | 1   |
| 6   | 3   | Zdzisław Stolarski (POL)      |       | Théodule Toulotte (FRA)       | 1   | 5   |
| 8   | 3   | Satpal Singh (IND)            |       | Joseph Burge (GUA)            | 1   | 2   |
| 8.5 | 3.5 | Panagiotis Koutsoupakis (GRE) |       | Shamseddin Seyed-Abbasi (IRI) | 0.5 | 2   |
| 8   | 4   | José Ramos (CUB)              | 4:12  | Kiyoshi Abe (JPN)             | 0   | 1   |
| 5   | 1   | Gerhard Weisenberger (FRG)    |       | Ahmad Djan (AFG)              | 3   | 7.5 |
| 7.5 | 4   | Gene Davis (USA)              | 3:25  | Zagalav Abdulbekov (URS)      | 0   | 0.5 |

#### Omgång 4
| TPP | MPP |                         | Poäng |                               | MPP | TPP |
| --- | --- | ----------------------- | ----- | ----------------------------- | --- | --- |
| 3   | 3   | Petre Coman (ROU)       |       | Ivan Krastev (BUL)            | 1   | 3   |
| 8   | 3.5 | Patrick Bolger (CAN)    |       | Vehbi Akdağ (TUR)             | 0.5 | 1.5 |
| 8.5 | 3.5 | Théodule Toulotte (FRA) |       | Shamseddin Seyed-Abbasi (IRI) | 0.5 | 2.5 |
| 3   | 1   | Joseph Burge (GUA)      |       | Gerhard Weisenberger (FRG)    | 3   | 8   |
| 4   | 3   | Kiyoshi Abe (JPN)       |       | Zagalav Abdulbekov (URS)      | 1   | 1.5 |

#### Omgång 5
| TPP | MPP |                               | Poäng |                    | MPP | TPP |
| --- | --- | ----------------------------- | ----- | ------------------ | --- | --- |
| 6   | 3   | Petre Coman (ROU)             |       | Vehbi Akdağ (TUR)  | 1   | 2.5 |
| 3   | 0   | Ivan Krastev (BUL)            | 8:43  | Joseph Burge (GUA) | 4   | 7   |
| 5.5 | 3   | Shamseddin Seyed-Abbasi (IRI) |       | Kiyoshi Abe (JPN)  | 1   | 5   |
| 1.5 |     | Zagalav Abdulbekov (URS)      |       | Bye                |     |     |

#### Omgång 6
| TPP | MPP |                               | Poäng |                    | MPP | TPP |
| --- | --- | ----------------------------- | ----- | ------------------ | --- | --- |
| 3.5 | 2   | Zagalav Abdulbekov (URS)      |       | Ivan Krastev (BUL) | 2   | 5   |
| 5.5 | 3   | Vehbi Akdağ (TUR)             |       | Kiyoshi Abe (JPN)  | 1   | 6   |
| 5.5 |     | Shamseddin Seyed-Abbasi (IRI) |       | DNA                |     |     |

#### Sista omgångarna
| TPP | MPP |                          | Poäng |                    | MPP | TPP |
| --- | --- | ------------------------ | ----- | ------------------ | --- | --- |
|     | 2   | Zagalav Abdulbekov (URS) |       | Ivan Krastev (BUL) | 2   |     |
| 2   | 0   | Zagalav Abdulbekov (URS) | 2:57  | Vehbi Akdağ (TUR)  | 4   |     |
| 5   | 3   | Ivan Krastev (BUL)       |       | Vehbi Akdağ (TUR)  | 1   | 5   |